# بوکیوسان
بوکیوسان (به لاتین: Bokjusan) یک کوه در کره جنوبی است که در کره جنوبی واقع شده‌است. بوکیوسان ۱٬۱۵۲ متر بالاتر از سطح دریا واقع شده‌است.